# عشق + ۲
عشق + ۲ فیلمی به کارگردانی و نویسندگی رضا کریمی محصول سال ۱۳۷۷ است.

## بازیگران
- امین تارخ
- فاطمه معتمدآریا
- ویشکا آسایش
- مجید مشیری
- علی واثق ملکی
- مریم بوبانی
- بهاره جزایری
- مریم شفایی
- مجید علم‌بیگی
- محمدحسن نجم
- علیرضا هدایتی
- حسین مهری
- لیلی شهیدی
- کیوان زاهد
- محمد شیرازی
- فربد روحانی
- فریده پورنعمتی